# Baumhaueria cuculliae
Baumhaueria cuculliae là một loài ruồi trong họ Tachinidae.